# Eugoa sinuata
Eugoa sinuata är en fjärilsart som beskrevs av Alfred Ernest Wileman 1914. Eugoa sinuata ingår i släktet Eugoa och familjen björnspinnare. Inga underarter finns listade i Catalogue of Life.